# Frank Stronach

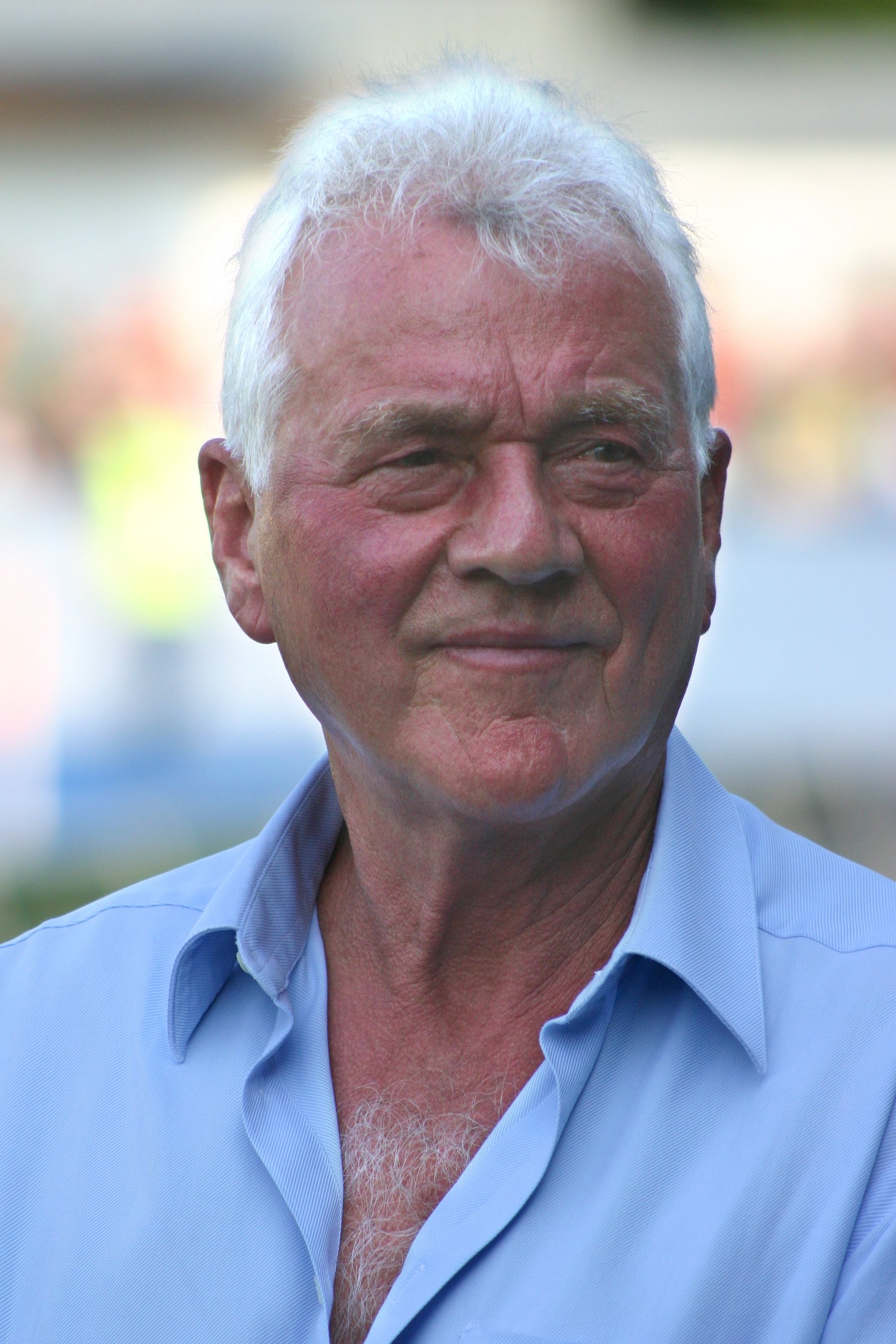
Frank Stronach (2008)

Frank Stronach (* 6. September 1932 in Kleinsemmering bei Weiz, Steiermark als Franz Strohsack) ist ein österreichisch-kanadischer Industrieller, Milliardär und ehemaliger Politiker. Er war Parteiobmann des von ihm gegründeten Teams Stronach.

## Leben
Stronach lernte den Beruf des Werkzeugmachers. Nachdem er ein Jahr in Bern in der Schweiz gelebt hatte, wo er auch beim FC Helvetia Fußball spielte, wanderte er 1954 mit – nach eigenen Angaben – 200 Dollar in der Tasche nach Kanada aus. Dort änderte er seinen Namen zu Stronach. Als sogenannter Weißer Jahrgang musste er keinen Wehrdienst leisten.

### Unternehmerische Tätigkeit
Nachdem 1965 die Regierungen der Vereinigten Staaten und Kanadas das Canada–United States Automotive Products Agreement (kurz Auto Pact bzw. APTA) beschlossen hatten, das die Autohersteller von staatlicher Seite dazu verpflichtete, bei der Produktion in Kanada verkaufter Autos auch festgelegte Quoten von in Kanada produzierten Autoteilen zu verwenden, erlebte die Autozulieferindustrie in Kanada einen Aufschwung. In einer gemieteten Garage begann Stronach, Teile für die Autoindustrie herzustellen. 1968 fusionierte die von ihm gegründete Firma Multimatic mit dem Unternehmen Magna Electronics, einem Hersteller von Rüstungselektronik, und wurde im Laufe der Jahre als Magna International Inc. unter seiner Leitung eines der größten Unternehmen der Autozulieferindustrie Nordamerikas. Magna International Inc. mit Hauptsitz in Aurora in der Provinz Ontario ist heute ein führender, global tätiger Zulieferer von Autoteilen mit rund 40 Milliarden Dollar Umsatz und mehr als 169.000 Mitarbeitern. 1986 wurde die für den europäischen Markt zuständige Tochterfirma Magna Europa gegründet, deren Zentrale als Magna Holding AG in Oberwaltersdorf (Niederösterreich) ansässig ist.
Mit seiner Rückkehr nach Österreich erregte Stronach bei Medien und in der Öffentlichkeit großes Aufsehen. 1989 plante er, in Ebreichsdorf einen Vergnügungspark zu errichten, dessen Hauptattraktion eine Weltkugel mit einem Durchmesser von 200 m hätte sein sollen. Das Projekt scheiterte. 1998 übernahm er mit seinem Unternehmen die Steyr Daimler Puch AG.
Im Zuge einer Restrukturierung des Magna-Konzerns gründete er 1999 in Kanada unter dem Dach von MI Developments Inc. (MI für Magna International), in der er nicht zum Automobilbau gehörende Firmenbeteiligungen und Unternehmen der Magna International Inc. zusammengeführt hatte, die Magna Entertainment Corporation (MEC), die als Besitzer und Betreiber einiger Pferderennbahnen und Anbieter von Pferdewetten in Nordamerika bald Marktführer in diesen Geschäftsfeldern wurde. Industrie- und Immobilienbeteiligungen wurden in das Unternehmen Granite Real Estate überführt.
Die versuchte Übernahme von Staatsanteilen an der Voest Alpine Stahl AG durch Stronachs Magna scheiterte 2003 nach öffentlichen Protesten. Als Unternehmung der MEC eröffnete am 4. April 2004, der laut Stronach deswegen zum niederösterreichischen Nationalfeiertag erklärt gehörte, in Ebreichsdorf ein Freizeitzentrum und die Pferderennbahn Magna Racino. Deren Betrieb war offensichtlich unrentabel und 2007 kündigte Stronach das erste Mal ihre Schließung an. Die Ausrichtung und Organisation der Rennen wurde daraufhin gemeinsam mit dem Austrian Racehorse Owners Club (AROC) und mit Stronach als Geldgeber durchgeführt. Nach der Insolvenz der MEC betrieb Stronach die Rennbahn dann ab 2009 zunächst mithilfe eines Firmenkonstrukts, ausgehend von einer Briefkastengesellschaft auf Jersey, weiter, bevor er schließlich im November 2014 das Ende des Rennbetriebs auf der Anlage bekannt gab. Dieser wird seit Frühjahr 2015 vom AROC in Eigenregie fortgeführt.
Neben dem Pferdesport engagiert sich Stronach im Profifußball. So unterstützte er ab 2001 finanziell vor allem den FK Austria Wien, der bis 2007 seinen Profibetrieb per Betriebsführervertrag an Magnas Entertainment-Tochter MEC übertragen hatte, aber auch andere österreichische Vereine sind und waren mit Stronach verbunden.

Stronach gründete 2000 in Hollabrunn die Frank-Stronach-Fußballakademie und amtierte von 1999 bis 2005 als Präsident der österreichischen Fußball-Bundesliga. Zeitgleich mit der Aufgabe seines Präsidentenamtes leitete er im November 2005 nach wiederholten Fanprotesten auch seinen Rückzug bei Austria Wien ein. Der seit dem Jahr 2000 laufende Betriebsführungsvertrag von Magna mit Austria Wien endete zum 30. Juni 2007; nach der Saison 2007/08 zog sich Magna schließlich auch als Hauptsponsor der Austria zurück. Stronach führte den SC Wiener Neustadt von 2008 bis 2011 als Präsident und blieb dem Verein auch danach als Privatsponsor erhalten. Zumindest zu seiner Anfangszeit im Fußballgeschäft galt er als mit der Materie nur bedingt vertraut. Er wird unter anderem mit dem Ausspruch „Der beste Trainer kann nichts machen, wenn die Spieler keine Kondition haben“ zitiert.
2007 brachte Stronach in Konkurrenz zu dem Energydrink Red Bull das koffeinhaltige Getränk Frank’s Energy-Drink auf den Markt, das zunächst auf den Pferderennbahnen der Magna Entertainment Corporation verkauft wurde.
Anfang 2009 meldete die Magna Entertainment Corporation Insolvenz nach Chapter 11 des US-amerikanischen Insolvenzrechts an. Im selben Jahr verhandelte Stronach mit General Motors und der deutschen Bundesregierung über die Übernahme von Opel durch Magna, wozu es aber nicht kam. Als gemeinsames Tochterunternehmen von Magna International und der Stronach Group wurde 2010 Magna E-Car Systems gegründet, ein Unternehmen, das sich mit der Weiterentwicklung von Elektroautos beschäftigt.
Im Juni 2010 kündigte Stronach an, seine Stimmrechtsmehrheit von 66 Prozent beim Magna-Konzern auf 7,4 Prozent reduzieren zu wollen und somit faktisch die Kontrolle an dem von ihm gegründeten Konzern aufzugeben. Bei der Magna-Hauptversammlung vom 28. Juni 2010 wurde der Ausstieg Stronachs beschlossen, wofür er eine Abfertigung in Höhe von 983 Mio. Dollar erhalten sollte. Allerdings steht über die tatsächliche Höhe noch eine gerichtliche Auseinandersetzung aus mit den anderen Aktionären, die diese Summe als zu hoch ansehen.
2011 erwarb die von seiner Tochter Belinda Stronach geleitete Magna Group die Pferderennen- und Wettspielsparten von MI Developments Inc. Im Mai 2011 trat er als Präsident von Magna International zurück. Im selben Jahr ging er eine Kooperation mit dem deutschen Glücksspiel-Unternehmen Gauselmann-Gruppe ein, um mit der eigens gegründeten Merkur Entertainment AG eine Spielcasino-Konzession für Österreich und Lizenzen zum Betrieb von Spielautomaten in Nieder- und Oberösterreich zu erhalten. Aufsichtsratsvorsitzender der Merkur Entertainment AG wurde der damalige Vorsitzende des Finanzausschusses des österreichischen Parlaments Günter Stummvoll. Da der Finanzausschuss für die Gesetzgebung im Bereich Glücksspiel zuständig war und bald ein möglicher Interessenkonflikt ruchbar wurde, legte Stummvoll mit Beginn des Dezembers desselben Jahres den Aufsichtsratsvorsitz bei Stronach und Gauselmann zurück.
Den Zuschlag als Bestbieter für das Vergabeverfahren der Automatenlizenzen in beiden Bundesländern erhielt schlussendlich der Automatenhersteller Novomatic bzw. dessen Tochterunternehmen Admiral. Die Mitbewerber, darunter auch die Merkur Entertainment AG, kündigten daraufhin an, Beschwerden beim Unabhängigen Verwaltungssenat einzulegen sowie vor dem Verfassungs- und dem Verwaltungsgerichtshof zu klagen. Begründet wurden diese Schritte mit der Aussage, dass die Unterlagen zum Vergabeverfahren und das Glücksspielgesetz aus Sicht von Merkur nicht verfassungskonform sind. Im Sommer 2012 kündigte die Gauselmann-Gruppe an, sich um die Vergabe der Automatenlizenzen für das Burgenland zu bewerben. Man hoffe auf ein „faires Vergabeverfahren“, so der Sprecher der Merkur International. Die Merkur Entertainment AG mit dem Teilhaber Frank Stronach werde sich bei dieser Ausschreibung im Hintergrund halten.
Neben seinem Wohnsitz in Österreich unterhält Stronach auch einen Wohnsitz im Schweizer Kanton Zug, wo er, um dort mit Hilfe einer Finanzkonstruktion Steuern zu sparen, die Kommanditgesellschaft Stronach & Co. gründete. Die Schweizer Zeitschrift Bilanz führt ihn jährlich in der Liste der reichsten Schweizer, im Jahr 2011 stand er dort an 83. Stelle mit einem Vermögen von 1,75 Milliarden Schweizer Franken. Das Wirtschaftsmagazin Forbes führte ihn 2012 auf der Liste The World’s Billionaires mit 1,2 Milliarden US-Dollar weltweit auf Rang 1015 und für Kanada auf Rang 22. 2015 wurde sein Vermögen von Forbes auf 1,4 Mrd. US-Dollar geschätzt (Rang 1324 der Forbes-Liste). Auf der Liste der reichsten Österreicher nimmt er damit Platz 8 ein.
Im Jänner 2016 schlug Stronach auf der Thoroughbred Owners Conference im Gulfstream Park in Florida ein neues Pferderennen, den Pegasus World Cup vor.

### Weitere Engagements
Frank Stronach betätigt sich auch als Kunstmäzen. So finanzierte er den Bau der vier neuen Konzertsäle im Wiener Musikverein.
2003 gründete er im Rahmen einer öffentlich-privaten Partnerschaft des Magna-Konzerns mit der Technischen Universität Graz das Frank Stronach Institute (FSI). Organisatorisch ist das FSI Teil der Fakultät für Maschinenbau und Wirtschaftswissenschaften. Als Ziele wurden eine langfristige Forschungszusammenarbeit, vonseiten der Universität der Ausbau der Kompetenz in der Fahrzeugtechnologie sowie vonseiten Magnas die Ausbildung zukünftiger Mitarbeiter genannt. Am 22. November 2004 wurde er von der TU Graz „für besondere Leistungen auf dem Gebiet der Unternehmungsführung“ zum Honorarprofessor ernannt, womit er die Lehrbefugnis für das Fach Praktische Unternehmungsführung erhielt.

### Ankündigung der Produktion eines Kleinstwagens
Am 10. September 2021 stellte Stronach an der TU Graz den dreirädrigen Prototyp eines nur 1 m breiten, einsitzigen Kleinstwagens namens Sarit mit E-Antrieb vor. Geplant war der Produktionsbeginn im März 2022 in Toronto durch die Stronach International. Im Gespräch war ein Werk in Laßnitzthal nahe Gleisdorf. Die Ankündigung beinhaltete, 30–40 Mio. € in das Werk zu investieren und 120.000 Fahrzeuge pro Jahr zu produzieren. Das orange, 2 m lange Fahrzeug hatte vorne nur ein Rad, 80 km Reichweite und sollte 4000 € kosten. Seit der Präsentation 2021 kamen keine weiteren Informationen, etwa zur Planung eines Werks. Im September 2023 berichtete die Kronenzeitung, dass das autobahnnahe Grundstück in Laßnitzthal von Stronach an einen Bauträger verkauft worden war. Stronach wird seine Pläne, in der Steiermark zu produzieren, nicht mehr realisieren.

## Politik
Einen ersten Versuch, selbst in der Politik Fuß zu fassen, unternahm Stronach 1988 in Kanada mit einer Kandidatur für die Liberale Partei Kanadas, die aber scheiterte. Seine Tochter Belinda Stronach, von 1988 bis 2004 im Aufsichtsrat und ab Februar 2001 Vorstandsvorsitzende von Magna International, kandidierte 2004 für den Vorsitz der Konservativen Partei Kanadas und kam bei der Wahl auf Platz zwei. Für die Konservative Partei zog sie im selben Jahr als Abgeordnete in das Unterhaus ein. 2005 wechselte sie zur Liberalen Partei, wobei sie ihr Unterhausmandat zunächst behielt. Sie wurde unter Premierminister Paul Martin Ministerin für das Staatspersonal (Ministry of Human Resources and Skills Development) und Ministerin für Demokratiereform (Ministry for Democratic Reform). 2007 kehrte sie in den Vorstand des Magna-Konzerns zurück.
Seit seiner Rückkehr nach Österreich engagierte Stronach immer wieder Vertreter verschiedener österreichischer Parteien für Managementpositionen in seinem Konzern. Franz Vranitzky (SPÖ), von 1986 bis 1997 Bundeskanzler von Österreich, wurde unmittelbar danach Aufsichtsrat bei Magna International. Karl-Heinz Grasser (damals FPÖ), von 1994 bis 1998 Landeshauptmann-Stellvertreter in der Kärntner Landesregierung Zernatto II, wurde danach bei Magna International Vizepräsident für Human Resources and Public Relations sowie ab 1999 Geschäftsführer der zur Magna Group gehörenden Sport Management International (SMI), bevor er 2000 als Finanzminister in die ÖVP/FPÖ-Bundesregierung Schüssel I wechselte. Mathias Reichhold (FPÖ), 2002 vorübergehend Bundesminister für Verkehr, Innovation und Technologie in der Regierung Schüssel und kurzzeitig Bundesparteiobmann der FPÖ, wurde in der Folge für das Management von Magna Steyr engagiert. Peter Westenthaler (BZÖ), bis zur Aufspaltung der FPÖ nach der Knittelfelder Parteiversammlung 2002 Nationalratsabgeordneter der FPÖ, wurde danach ebenfalls bei Magna Steyr angestellt und dann Vorstand der österreichischen Fußball-Bundesliga, deren Präsident Stronach damals war. Der steirische Landesrat Herbert Paierl (ÖVP) war von 2004 bis 2005 und seit 2009 im Magna-Konzern tätig. Die frühere Landeshauptfrau der Steiermark von 1996 bis 2005, Waltraud Klasnic (ÖVP), wurde 2007 „Beraterin für sozial-ökonomisch Fragen“ bei Magna. Als Aufsichtsratsvorsitzenden der 2011 gegründeten Merkur Entertainment AG holte Stronach den ÖVP-Nationalratsabgeordneten Günter Stummvoll. Dieser trat aber nach der Kritik, dass er als Vorsitzender des parlamentarischen Finanzausschusses für das Glücksspiel zuständig sei, jedoch zugleich für ein Glücksspielunternehmen arbeiten wolle, wieder von dieser Position zurück.
Im November 2011 gründete Stronach mit Sitz in Oberwaltersdorf den Verein „Frank Stronach Institut für sozialökonomische Gerechtigkeit“, in dessen Statuten er mehrere politische Forderungen für eine Reform Österreichs vorlegte, darunter die nach einer „Schuldenbremse“, einer Flat Tax und dem Abbau staatlicher Verwaltung. Lösungen dazu müssten „ausserhalb der Parteipolitik“ gefunden werden. Ein weiterer Kernpunkt seiner Agenda ist die Abwendung von der Europäischen Union, bei der er die Gefahr einer „zentralisierten EU“ sieht, wogegen er die „Souveränität [der Nationalstaaten], Marktwirtschaft, Wettbewerb und Unternehmertum“ fördern möchte. Dazu hielt Stronach Vorträge, in denen er für seine Vorschläge warb, und suchte zunächst die Zusammenarbeit mit Universitäten. Der Universität Innsbruck stiftete er beispielsweise 150.000 Euro zur Gründung einer „Frank-Stronach-Forschungsgruppe“ sowie einer „Frank-Stronach-Stiftungsprofessur für Innovation und Entrepreneurship“ am Institut für Strategisches Management, Marketing und Tourismus. Dem Beirat des „Frank Stronach Instituts für sozialökonomische Gerechtigkeit“ gehören unter anderem Barbara Kolm, von 1994 bis 2000 sowie von 2003 bis 2006 FPÖ-Gemeinderätin in Innsbruck und seit 2000 Generalsekretärin des wirtschaftsliberalen Friedrich A. v. Hayek Instituts, Christian Jauk, Vorstand der Investmentbank Capital Bank – GRAWE Gruppe AG und der Wirtschaftsjournalist Christian Ortner an. In den Boulevardzeitungen Kronen Zeitung und Heute schaltete er mehrseitige, mit seinem Porträtfoto und dem Signet des Instituts versehene Inserate, in denen er eine „Revolution für Österreich“ forderte. In der Sonntagsbeilage der Kronen Zeitung erscheint seit Anfang 2012 die von ihm verfasste Kolumne Franks Welt.
Dieses politische Engagement seit Anfang 2012 wurde als Hinweis darauf gewertet, dass Stronach selbst in die österreichische Politik eintreten möchte. Als Name für die Partei war Allianz für Österreich im Gespräch. Gespräche über eine mögliche Zusammenarbeit führte er mit Vertretern des Bündnis Zukunft Österreich (BZÖ) bzw. dessen Obmann Josef Bucher und Vertretern des Liberalen Forums (LIF), mit dem die Zusammenarbeit nach Angaben von Bundessprecher Michael Pock an Stronachs EU-kritischem Standpunkt gescheitert sei, während man in wirtschaftspolitischen Fragen und in Bezug auf eine Verwaltungsreform übereingestimmt habe. Eine Parteigründung unter seiner Federführung schloss er auf mehrfache Nachfrage in den Medien aber wiederholt dezidiert aus. Eine eigene Kandidatur bei der 2013 turnusmäßig stattfindenden nächsten Nationalratswahl bezeichnete er als „nicht verlockend“.

### Team Stronach
Im August 2012 kündigte er dann in einem Interview doch die Gründung einer neuen Partei an, deren Programm und Personal er offiziell Ende September vorstellen wolle. Als Grundprinzipien der Partei nannte er „Wahrheit, Transparenz und Fairness“. Das Parteiprogramm sei im Grunde fertig, wobei noch „am letzten Feinschliff“ gearbeitet werde. Als zentralen ersten Programmpunkt gab er an, dass die Länder der EU, die den Euro nutzen, wieder zu einzelnen nationalen Währungen zurückkehren sollten. Nachdem er in früheren Interviews etwa Siegfried Wolf, bis 2001 Präsident der Magna Europa AG, als sehr guten potentiellen Bundeskanzler genannt hatte, kündigte er nun gegenüber der Zeitung Die Presse an, selbst als Spitzenkandidat antreten zu wollen. Ziel sei es, bei der Nationalratswahl 2013 einen Stimmenanteil von mindestens zehn Prozent, gemäß einem wenige Tage später mit der Zeitung geführten Interview von 20 bis 30 Prozent zu erreichen. Als weitere Programmpunkte neben der baldmöglichen Abschaffung des Euro nannte er die schon früher von ihm erhobenen Forderungen nach einer Vereinfachung des Steuersystems hin zu einer Flat Tax und der Verkleinerung staatlicher Verwaltungsorgane, speziell im Bereich der Sozialversicherung und des Föderalismus.
Stronach bemühte sich seit längerem, für seine im Aufbau befindliche Partei Politiker anderer Parteien abzuwerben. Der Bürgermeister von Spittal an der Drau und Nationalratsabgeordnete Gerhard Köfer gab am 14. August 2012 bekannt, aus der SPÖ auszutreten und sich Stronach anzuschließen. Köfer folgten vier weitere Spittaler Stadträte von der SPÖ und die frühere FPÖ-Politikerin Waltraud Dietrich. Karin Prokop, Tochter der früheren Innenministerin Liese Prokop (ÖVP) und Gemeinderätin in Maria Enzersdorf, verließ die ÖVP und wechselte zu Stronach, um beim Aufbau seiner Partei mitzuarbeiten. Wenige Tage nach Köfers Wechsel wurde bekannt, dass die beiden „wilden“, also derzeit parteilosen Abgeordneten Erich Tadler (ehemals FPÖ, 2008 mit dem BZÖ in den Nationalrat eingezogen, 2010 aus der Partei ausgeschlossen) und Robert Lugar (ehemals FPÖ, 2008 mit dem BZÖ in den Nationalrat gekommen, 2011 aus der Partei ausgetreten) sich Stronach anschließen wollen. Die rechtlichen Voraussetzungen für das bundesweite Antreten einer Partei gemäß Nationalratswahlordnung – entweder eine festgelegte Anzahl von Unterstützungserklärungen pro Bundesland (insgesamt 2.600) oder aber die Unterstützung von mindestens drei Nationalratsabgeordneten – hatte Stronach mit den drei Abgeordneten erfüllt. Als nächsten Schritt peilte er an, zumindest fünf Abgeordnete für seine noch in Planung befindliche Partei zu gewinnen, um die Mindestanzahl zur Gründung eines Parlaments-Klubs zu erreichen. Einem solchen Klub stehen verschiedene parlamentarische Rechte (Initiativanträge, dringliche Anfragen usw.) sowie finanzielle Förderungen aus dem Parlamentsbudget zu. Am 29. August gab Elisabeth Kaufmann-Bruckberger, seit Dezember 2011 als BZÖ-Mitglied im Nationalrat, bekannt, zu Stronachs Team zu wechseln. Tags zuvor wurde bekannt, dass Stronach mit Köfer als Spitzenkandidat zur spätestens Anfang 2013 stattfindenden Wahl des Kärntner Landtages antreten will.
Die neue Partei wurde am 25. September 2012 als Team Stronach für Österreich offiziell gegründet. Stronach ist Parteiobmann und vertritt als solcher laut Statuten „die Partei allein nach außen“. Am 27. September wurden ein vorläufiges „Grundsatzprogramm“ und das Team vorgestellt.

#### Teilnahme an Wahlen
Im Februar 2013 gab die Partei ihre Absicht bekannt, nach der Teilnahme an den Landtagswahlen in Kärnten und Niederösterreich auch bei den übrigen Landtagswahlen anzutreten.
Bei der Nationalratswahl 2013 am 29. September 2013 erreichte das Team Stronach 5,7 % der Wählerstimmen und zog mit 11 Mandataren in den Nationalrat ein. Das Ergebnis blieb deutlich unter den eigenen Erwartungen. Medial wurde das vor allem auf die Fernsehauftritte von Frank Stronach zurückgeführt, der sich dabei zerstreut und auch in wesentlichen Punkten ahnungslos zeigte. Unter anderem sorgte das Eintreten für die Wiedereinführung der Todesstrafe für Berufskiller für Aufregung. Über das Ergebnis enttäuscht, kündigte Stronach im Oktober 2013 seinen Rückzug aus der Politik an. Stronach legte Ende Jänner 2014 sein Nationalratsmandat zurück, es ging auf den Burgenländer Rouven Ertlschweiger über. Stronach hatte lediglich an zwei Sitzungen des Nationalrates teilgenommen.
Am 3. Juni 2016 gab Stronach bekannt, aus Altersgründen bei der nächsten Nationalratswahl nicht mehr antreten zu wollen. Auch sein Name werde bei dieser Wahl nicht mehr vorkommen. Als Obmann des Team Stronach stehe er aber bis zur Wahl weiterhin zur Verfügung.

#### Umgang mit den Medien
Insbesondere nach Gründung seiner Partei machte Stronach durch sein Verhalten gegenüber Journalisten und seine Ansichten über die politische Berichterstattung auf sich aufmerksam. So wurde sein im November 2012 bekannt gewordenes Verlangen, dass sich Journalisten in einem Formular verpflichteten, Stronach vor einer Veröffentlichung von mit ihm geführten Gesprächen und Interviews den gesamten Text, einschließlich Titel und Einleitung, zwecks Einsicht, Korrektur und schriftlicher Freigabe vorzulegen – bei Versagung derselben dürfe nicht einmal über diesen Umstand oder darüber, dass überhaupt ein Interview stattgefunden habe, berichtet werden –, als unangemessen wahrgenommen und kritisch kommentiert. Nachdem der Österreichische Journalisten Club deswegen zum „Interview-Boykott“ gegen den Milliardär aufgerufen hatte, reagierte das Team Stronach mit einer Presseerklärung und der Veröffentlichung eines geringfügig veränderten Texts der weiterhin geforderten Verpflichtung.
Für erneutes Aufsehen sorgte zwei Wochen später ein Interview mit Stronach in der Nachrichtensendung Zeit im Bild, das Moderator Armin Wolf mehrmals beinahe abbrach. Statt dessen eröffnende Frage nach einer möglichen Verstrickung von Stronachs Konzern in die Eurofighter-Affäre zu beantworten, versuchte dieser wiederholt und vehement, zu Beginn eine fünfminütige Erklärung vorzulesen (dieselbe, die er dazu bereits 2007 im Untersuchungsausschuss abgegeben hatte), da er sich dieses Recht vor der Sendung habe zusichern lassen. Ähnlich turbulent geriet schon ein Interview an gleicher Stelle ein halbes Jahr zuvor, in dem es der Moderatorin erst zweieinhalb Minuten nach Gesprächsbeginn gelang, ihre erste Frage an Stronach zu formulieren, da dieser zunächst das Wort ergriffen hatte, um, da man „nur sehr kurz Zeit“ habe, ausgiebig zu erläutern, was „das hauptsächliche Thema“ sei; er habe das Recht, zu erklären, was er „zu überbringen“ habe – um Fragen zu beantworten, könne er ja erneut eingeladen werden. Für derartige Auftritte in den Medien wurde der Begriff „Frankschämen“ (eine Abwandlung des Neuwortes „fremdschämen“) von der Forschungsstelle Österreichisches Deutsch der Universität Graz als Wort des Jahres 2013 gewählt. Es beschreibe nach Ansicht der Fachjury „in treffender Kürze das Befremden vieler Bürger über das Verhalten eines spätberufenen Parteigründers bei seinen öffentlichen Auftritten“.
Irritation rief ebenfalls Stronachs Ausführung „Ich muss mir die Medien kaufen, um dass ich zur Bevölkerung komme“ hervor, die er im Verlauf eines Berichts über ihn formulierte, der vom italienischen Fernsehsender TGR Anfang Dezember 2012 gesendet wurde.

## Privatleben
Frank Stronach war von 1966 bis zu ihrem Tod am 26. März 2024 mit der um elf Jahre jüngeren Elfriede (Geburtsname: Sallmutter) verheiratet, die ebenfalls aus dem Bezirk Weiz stammt. Öffentlich trat seine Frau jedoch nicht in Erscheinung. Zusammen haben sie zwei Kinder. 1966 kam die Tochter und spätere kanadische Ministerin Belinda Stronach zur Welt, der Sohn Andrew wurde 1968 geboren.

### Vorwürfe der Vergewaltigung und sexueller Belästigung
Im Juni 2024 wurde Stronach wegen des Vorwurfs der Vergewaltigung und der sexuellen Belästigung von der kanadischen Polizei festgenommen, nachdem zehn Frauen Vorwürfe gegen Stronach erhoben hatten. Bis Oktober 2024 wuchs die Zahl der Vorwürfe von Vergewaltigungen, sexueller Gewalt und Freiheitsberaubung auf 18 an. Stronach bestreitet alle Vorwürfe.

## Auszeichnungen
- Member des Order of Canada (1999)
- Silbernes Komturkreuz des Ehrenzeichens für Verdienste um das Bundesland Niederösterreich (2000)
- Goldenes Ehrenzeichen für Verdienste um das Land Wien (2002)
- Ehrenbürger der Stadt Weiz (2002)
- Großes Goldenes Ehrenzeichen des Landes Steiermark (2007)
- Schumpeter-Preis (2010)
- Großes Goldenes Ehrenzeichen mit dem Stern für Verdienste um die Republik Österreich (2010)[95][96]
- Ehrenring des Landes Steiermark (2012)

## Publikationen
- 2018: Die Frage aller Fragen: Woher kommen wir, wohin gehen wir?, Verlag Frank & Frei, Wien 2018, ISBN 978-3-903236-13-4